# 廷用宗器
廷用 宗器（ていよう そうき、生没年不詳）は、室町時代前期の足利将軍家の一族で僧侶。室町幕府の第2代将軍・足利義詮の子で、第3代将軍・足利義満の弟。

## 生涯
南禅寺や天竜寺の住持となった。応永6年（1399年）の応永の乱で妙心寺が大内義弘に加担したため、戦後に義満は妙心寺を罰し、寺領を青蓮院に、その他の寺領と妙心寺自体を南禅寺塔頭徳雲庵塔主の廷用宗器に与えている。これにより、妙心寺は寺名を龍徳庵に変えられ徳雲庵の末寺とされたが、後に再興が許されている。
義満の没後はその位牌の奉持者になった。